# Sismoscopio di Zhang Heng

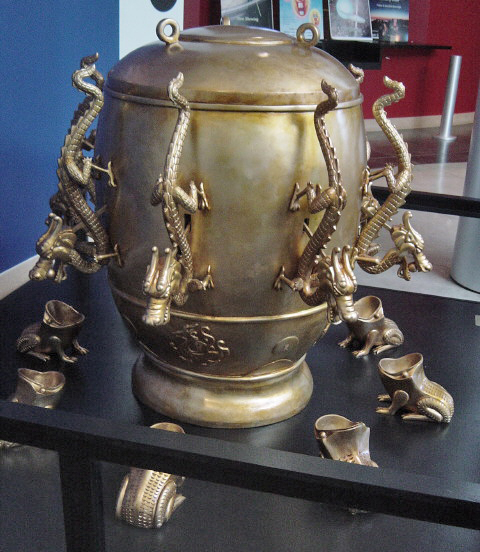
Riproduzione del rivelatore di terremoti di Zhang Heng

Il sismoscopio di Zhang Heng (候風地動儀T, hòufēng dìdòngyíP, lett. "strumento per indagare i fluidi e i movimenti della terra") fu il primo strumento per rilevare terremoti mai realizzato. Fu costruito dall'inventore cinese Zhang Heng (78-139) nel 132 d.C., 1571 anni prima dell'invenzione del primo sismografo (1703) da parte del francese Jean de Hautefeuille. L'invenzione di Heng è composta da un grande vaso in bronzo intorno al quale sono saldati otto draghi con la testa rivolta verso il basso, orientati verso gli otto punti cardinali della rosa dei venti.
Ogni drago ha una biglia di metallo in bocca e sotto di esso è collocato un contenitore a forma di rana. Quando la macchina è sollecitata da una scossa di terremoto, un pendolo collocato al centro del vaso oscilla nella direzione del sisma e fa cadere nella bocca della rana solo la biglia del drago corrispondente a tale direzione. Il sismoscopio fu utilizzato per la prima volta nel 138, quando una delle sfere cadde dalla bocca di un drago senza che nessuno avesse avvertito una scossa. Pochi giorni dopo giunse la notizia che nel Gansu, posto a 600 km di distanza nella direzione indicata dallo strumento, era avvenuto un terremoto: l'invenzione di Heng aveva funzionato.

## Storia

Zhang Heng

Nell'impero cinese dei primi secoli d.C. i terremoti erano ritenuti fenomeni misteriosi: i sovrani dell'antica dinastia Zhou pensavano che fossero dovuti a uno squilibrio tra yin e yang, causato dalle loro decisioni (come testimonia il cinquantunesimo esagramma del Libro dei Mutamenti). Zhang Heng, vissuto tra il I e il II secolo, si discostò da queste teorie e ipotizzò che i terremoti fossero dovuti ai venti, e che studiandone la direzione e l'intensità si potesse predire il futuro. Così scrive:
Così i sovrani della dinastia Han gli affidarono il compito di realizzare una macchina per rilevare i terremoti, poiché conoscere la direzione di provenienza del sisma permetteva di inviare rapidamente gli aiuti alle regioni colpite. Non era un caso che, ultimato il sismoscopio nel 132, a sostenere le sfere di bronzo fossero dei draghi (simboli del cielo) e a raccoglierle delle rane (simbolo della terra): era appunto il vento che "stava" nel cielo che provocava i terremoti. La precisione e affidabilità dello strumento lo resero famoso, tanto da essere preso come modello da alcuni scienziati cinesi, tra i quali Xindu Fang e Lin Xiaogong, che nel VI e nel VII secolo svilupparono la tecnologia.

## Funzionamento e ricostruzioni

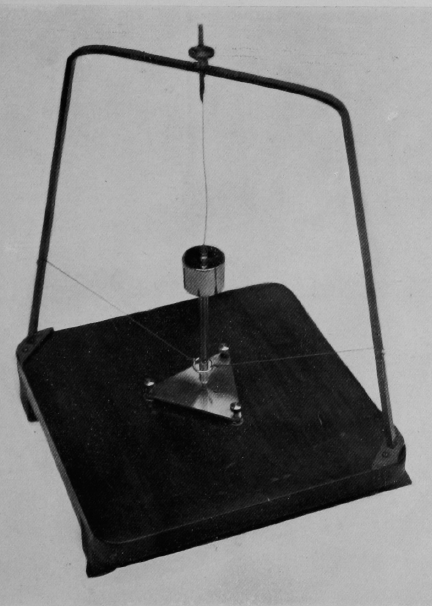
Il meccanismo proposto da Akitsune Imamura (1939)

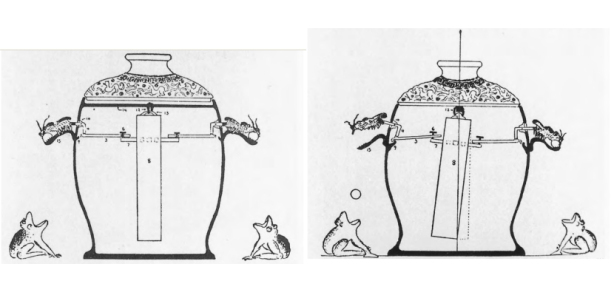
Prima riproduzione di Wang Zhenduo (1936)

Secondo il libro degli Han posteriori (compilato nel V secolo) il funzionamento del sismoscopio di Heng si basa su un sistema di leve azionate da un pendolo oscillante all'interno del vaso in bronzo, che permettevano di captare le vibrazioni dei terremoti anche a centinaia di chilometri di distanza. Quando lo strumento avvertiva un terremoto, il pendolo si inclinava nella medesima direzione da cui arrivavano le vibrazioni e, così, azionava le leve che facevano aprire la bocca del drago. Il sismocopio prevedeva anche un sistema di arresto, di alcuni anelli cavi che permettevano di appendere lo strumento, di una barra orizzontale di supporto e di un vaso d'acqua nei pressi del pendolo (non si sa esattamente dove) che serviva ad amplificare le vibrazioni.

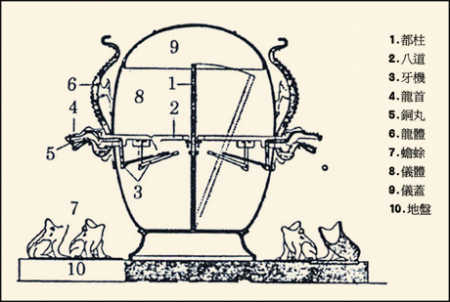
Seconda riproduzione di Wang Zhenduo (1963)

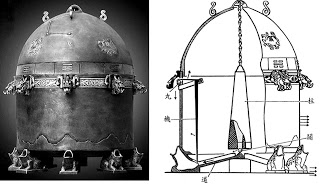
Il meccanismo della riproduzione dell'Accademia delle scienze

Nonostante esistano antiche descrizioni dello strumento di Zhang, le versioni realizzate in epoca moderna sulla base dell'originario progetto differiscono tra di loro. John Milne, nel 1883, fu il primo a studiare la macchina di Heng e a intuirne come principio di funzionamento l'inerzia. Seguendo gli studi di Milne, Wang Zhenduo ultimò la seconda ricostruzione materiale (dopo una, perduta, ad opera di uno studioso giapponese nel 1875) del sismoscopio, utilizzando un normale pendolo sospeso come sensore di movimento e ponendo il meccanismo all'altezza delle bocche dei draghi (1936); nel suo secondo modello del 1963 pose un pendolo inverso, con il centro di massa al di sopra del punto di rotazione, che sfrutta la precaria stabilità.
Il sismologo giapponese Akitsune Imamura, nel 1939, riprodusse una versione differente: era infatti convinto che il meccanismo di Zhenduo fosse inefficace perché le onde secondarie, più lente delle primarie e quindi avvertibili in un periodo di tempo maggiore rispetto al momento del sisma, avrebbero potuto azionare il meccanismo una seconda volta. Così costruì un modello con un pendolo sospeso, non più un sostenuto alla base.
Il 13 giugno 2006 l'Accademia cinese delle scienze ha realizzato una nuova riproduzione del sismoscopio, accurata e completamente automatizzata come quella che gli storici cinesi hanno descritto. Il suo funzionamento si basa su un meccanismo composto da due leve principali: quando il pendolo centrale (anche questo come quello di Imamura) si muove, esso applica su una superficie leggermente sporgente sufficiente pressione per smuovere la seconda leva che, così, lascia cadere la sfera di bronzo.